# Giglóc
Giglóc (szlovákul: Giglovce) község Szlovákiában, az Eperjesi kerület Varannói járásában.

## Fekvése
Varannótól 22 km-re északkeletre, a Kisdomásai- és a Nagydomásai-víztározó, valamint az Olyka-patak háromszögében fekszik.

## Története
A 18. század végén Vályi András így ír róla: „GIGLOCZ. Tót falu Zemplén Vármegyében, földes Urai több Urak, lakosai katolikusok, fekszik Holcsikócz, és Jeszenócz között, dombos határja három nyomásbéli, gabonát, árpát, és zabot terem, erdője van, szőleje nints, piatza Varannón.”
Fényes Elek 1851-ben kiadott geográfiai szótárában így ír a faluról: „Giglócz, tót falu, Zemplén vármegyében, N. Domasa fil. 168 római 30 g. kath., 7 zsidó lak. 379 h. szántófölddel. F. u. gr. Sztáray, Beöthy. Ut. p. Nagymihály.”
Borovszky Samu monográfiasorozatának Zemplén vármegyét tárgyaló része szerint: „Giglócz, tót kisközség, a hol mindössze 18 ház van. Lakosainak száma 146, kik vallásukra nézve római katholikusok. Postája és távírója Kelcse, vasúti állomása Varannó. A sztropkói uradalom tartozéka volt. Hajdan Gygulócz alakban is írták a nevét. A XVI. század vége felé Rákóczy Ferencznek és Krucsay Bálintnak voltak itt részbirtokaik. Később a Jekelfalussyak, majd a Sztáray grófok és a Beőthyek, valamint a Van Dernáth és a Csáky grófok voltak az urai. Most nincs nagyobb birtokosa. Az 1663-iki pestis itt is szedte áldozatait. A faluban nincs templom.”
1920 előtt Zemplén vármegye Sztropkói járásához tartozott.

## Népessége
| Év:            | 1994. | 2004.    | 2014.    | 2024.    |
| -------------- | ----- | -------- | -------- | -------- |
| Emberek száma: | 189   | 170      | 145      | 130      |
| Eltérés:       |       | -10,05 % | -14,70 % | -10,34 % |

| Év:            | 2023. | 2024.   |
| -------------- | ----- | ------- |
| Emberek száma: | 134   | 130     |
| Eltérés:       |       | -2,98 % |

1910-ben 154, túlnyomórészt szlovák lakosa volt.
2001-ben 172 szlovák lakosa volt.
2011-ben 153 lakosából 148 szlovák.
| Lakosok száma | 136  | 146  | 130  |
|               | 2017 | 2021 | 2024 |

## Nevezetességei
- Szent Kereszt Felmagasztalása tiszteletére szentelt, római katolikus temploma 1923-ban épült.